# NGC 3524
NGC 3524 este o galaxie lenticulară situată în constelația Leul. A fost descoperită în 11 martie 1784 de către William Herschel. Se află la o distanță de 23,7 de megaparseci de Pământ.